# 埃斯皮尔多
埃斯皮尔多，是西班牙卡斯蒂利亚-莱昂塞戈维亚省的一个市镇。 总面积26平方公里，总人口277人（2001年），人口密度11人/平方公里。